# نگاتیو (گروه راک)
نگاتیو گروه گلَم راک فنلاندی است که در سال ۱۹۹۷ در تمپره فنلاند تشکیل شد.
همه چیز از وقتی شروع شد که یونه آرون اکسل رُز را دید و تصمیم گرفت تا مثل او باشد. یونه در مدرسه با یی اسلمر آشنا شد و تصمیم گرفتند تا یک گروه راک را تشکیل دهند. آنها آهنگ‌های گروه نیروانا را کاور می‌کرد؛ ولی وقتی یونه ۱۴ سال داشت خودش لیریک می‌نوشت.

## اعضا
- یونه آرون - خواننده
- لری لاو - گیتار
- آنتی آناتومی - گیتاربیس
- مستر اسنک - کیبورد
- یی اسلمر - درامز

## اعضا قبلی
- سر کریستس - گیتار
- گری - گیتار

## دیسکوگرافی

### آلبوم‌ها
- ۲۰۰۳: War of Love
- ۲۰۰۴: Sweet & Deceitful
- ۲۰۰۶: Anorectic
- ۲۰۰۸: Karma Killer

### دی وی دی
- ۲۰۰۸: In The Eye Of The Hurricane

### تک آهنگ‌ها
- ۲۰۰۳:The Moment Of Our Love
- ۲۰۰۳:After All
- ۲۰۰۳:Still Alive
- ۲۰۰۴:Frozen To Lose It All
- ۲۰۰۴:In My Heaven
- ۲۰۰۵:Bright Side – About My Sorrow
- ۲۰۰۵:Dark Side – Until You're Mine
- ۲۰۰۵:My My/Hey Hey
- ۲۰۰۶:Planet Of The Sun
- ۲۰۰۶:Sinners' Night/Misty Morning
- ۲۰۰۷:Fading Yourself
- ۲۰۰۸:Won't Let Go